# Жанио Бикел
Жанио Бикел Фигередо да Силва (на португалски: Janio Bikel Figueiredo da Silva) е португалски футболист, играе като полузащитник и се състезава за американския Ванкувър Уайткапс. Бикел е роден на 28 юни 1995 в Бисау, Гвинея-Бисау.

## Клубна кариера
Бикел е юноша на холандския елитен Хееренвеен. През 2015 година изиграва шест срещи за този отбор.
От 2015 година до 2018 година играе за друг холандски отбор – НЕК Неймеген. За НЕК изиграва 67 двубоя за първенство, в които отбелязва и два гола.
През лятото на 2018 година Жанио подписва с българския гранд ЦСКА (София).
На 28 февруари 2020 г. ЦСКА (София) продава Бикел на американския Ванкувър Уайткапс.

## Национален отбор
Жанио Бикел изиграва три мача за Националния отбор на Португалия до 19 години, както и две срещи за Португалия до 20 години.